# Na Na Hey Hey Kiss Him Goodbye
Na Na Hey Hey Kiss Him Goodbye è un singolo del gruppo musicale statunitense Steam, pubblicato nell'ottobre 1969 come primo estratto dall'unico album in studio eponimo.

## Descrizione
Le origini del brano risalgono al 1961, quando Paul Leka, Gary DeCarlo e Dale Frashuer, membri del gruppo blues The Glenwoods (noto in seguito come The Chateaus), scrissero una canzone dal titolo Kiss Him, Goodbye. Quando il gruppo si sciolse, Leka e DeCarlo iniziarono a lavorare per la Mercury Records, con la quale registrarono un paio di brani che la compagnia aveva deciso di mettere in commercio. Avendo bisogno di un lato B per il singolo Sweet Laura Lee, i due ripresero quindi l'idea di Kiss Him, Goodbye, coinvolgendo anche Frashuer.

## Tracce
Testi e musiche di Paul Leka, Gary DeCarlo e Dale Frashuer.
1. Na Na Hey Hey Kiss Him Goodbye – 3:45
2. It's The Magic In You Girl – 2:32

## Cover e altri utilizzi
Nel corso degli anni il brano è stato oggetto di numerose cover: le più popolari sono quella delle Bananarama (1983) e quella dei The Nylons (1987). In Italia è nota la reinterpretazione del cantante libanese Patrick Samson, che nel 1970 raggiunse la 39ª posizione della hit parade.
Nel 2009 l'hook di Na Na Hey Hey Kiss Him Goodbye è stato campionato in tre canzoni: Chillin del rapper Wale in collaborazione con la cantante Lady Gaga, D.O.A. (Death of Auto-Tune) del rapper Jay-Z e Goodbye della cantante Kristinia DeBarge.
Nel 1977 Nancy Faust, organista dei Chicago White Sox, iniziò a suonare la canzone durante gli incontri di baseball: da allora si è diffusa nelle tifoserie dei maggiori sport statunitensi e non, divenendo un classico coro da stadio diretto alla squadra perdente. Inoltre è stata spesso utilizzata anche durante importanti manifestazioni politiche e cortei di protesta.

## Successo commerciale
La canzone è un esempio famoso di one-hit wonder. Negli Stati Uniti, nonostante fosse stata concepita come lato B, Na Na Hey Hey Kiss Him Goodbye ebbe un immediato successo soprattutto a livello radiofonico, entrando nella Billboard Hot 100 e arrivando al primo posto il 6 dicembre 1969, rimanendovi per due settimane consecutive. Nel Regno Unito ha trascorso quattordici settimane nella classifica dei singoli, raggiungendo la 9ª posizione il 21 marzo 1970.

## Classifiche
| Classifica (1969-70) | Posizione massima |
| -------------------- | ----------------- |
| Australia            | 21                |
| Austria              | 8                 |
| Belgio (Fiandre)     | 18                |
| Belgio (Vallonia)    | 10                |
| Canada               | 6                 |
| Germania             | 5                 |
| Irlanda              | 13                |
| Nuova Zelanda        | 2                 |
| Regno Unito          | 9                 |
| Stati Uniti          | 1                 |
| Svizzera             | 1                 |